# Locmaria-Berrien
Locmaria-Berrien korábbi község Franciaországban, Finistère megyében. Lakosainak száma 230 fő (2018. január 1.). Locmaria-Berrien Berrien, Huelgoat, Plouyé, Poullaouen és Scrignac községekkel határos.
2019. január 1-jén a korábbi Poullaouen községgel egyesült és az így létrejött (azonos nevű) Poullaouen új község része lett.

## Népesség
A település népességének változása:
| Lakosok száma | 454  | 325  | 295  | 285  | 244  | 235  | 247  | 243  | 235  | 230  |
|               | 1968 | 1975 | 1982 | 1999 | 2006 | 2011 | 2013 | 2016 | 2017 | 2018 |